# Котор Варош
Вижте пояснителната страница за други значения на Варош.
Котор Варош (на сръбски: Котор Варош) е град в северната част на Република Сръбска, Босна и Херцеговина. Административен център на община Котор Варош.

## Население
Населението на града през 1991 година е било 7411 души, а през 2013 година е възлизало на 8360 души.

### Етнически състав
| Котор Варош           |                |                |                |
| Година на преброяване | 1991.          | 1981.          | 1971.          |
| Сърби                 | 2522 (34,03 %) | 1310 (24,15 %) | 749 (19,99 %)  |
| Хървати               | 2432 (32,81 %) | 1789 (32,98 %) | 1490 (39,77 %) |
| Мюсюлмани             | 1800 (24,28 %) | 1436 (26,47 %) | 1342 (35,82 %) |
| Югославяни            | 547 (7,38 %)   | 787 (14,51 %)  | 110 (2,93 %)   |
| Други и неопределени  | 110 (1,48 %)   | 101 (1,86 %)   | 55 (1,46 %)    |
| Общо                  | 7411           | 5423           | 3746           |

## Личности
Личности родени в Котор Варош са:
- Иво Пранкович (р. 1947) – хърватски езиковед
- Сенияд Ибричич (р. 1985) – футболист